# Стенберген
Стенберген (англ. Steenbergen) — муніципалітет і місто в провінції Північний Брабант на півдні Нідерландів. У 2021 муніципалітет мав населення 24,310 і займав площу 159,14 км2, з яких 12,71 км2 це вода. Муніципалітет в основному займається сільським господарством, включаючи тепличний сектор, що активно розвивається, але Стінберген і сусіднє місто Дінтелорд також містять легку промисловість. Очікується, що нова ділянка автомагістралі А4, що будується, ще більше підвищить привабливість муніципалітету, забезпечуючи легке сполучення з великими містами Роттердамом на півночі та бельгійським містом Антверпен на півдні. У результаті також буде покращено сполучення з сусіднім містом Берген-оп-Зум.

## Видатні особи
- Йохан Арнольд Блойс ван Треслонг (1757, Стенберген — 1824) — голландський морський офіцер і патріот.
- Ян Маас (1900, Стінберген — 1977) — нідерландський велогонщик, учасник літніх Олімпійських ігор 1924 та 1928 років.
- Ніль Стенберген (1911, Стінберген – 1997) голландський художник, скульптор, живописець і медальєр
- Елла Вогелаар (народилася в 1949 році в Стінбергені), голландський політик у відставці
- П’єр ван Хоойдонк (народився в 1969 році в Стенбергені) — колишній нідерландський футболіст, який провів 551 матч за клуб.
- Ерік Хеллемонс (народився в 1971 році в Круйсленді), колишній нідерландський футболіст, який провів 358 матчів за клуб і теперішній футбольний тренер,
- Насрдін Дчар (нар. 1978 р. у Стінбергені) — мароккансько-голландський актор і ведучий[4].

## Населені пункти
Крім безпосередньо міста Стенбергена до складу однойменного муніципалітету також входять населені пункти:
- Дінтелорд
- Ню-Воссемер
- Крейсланд
- Велберг
- Де-Ген
- т'Гантьє

## Галерея

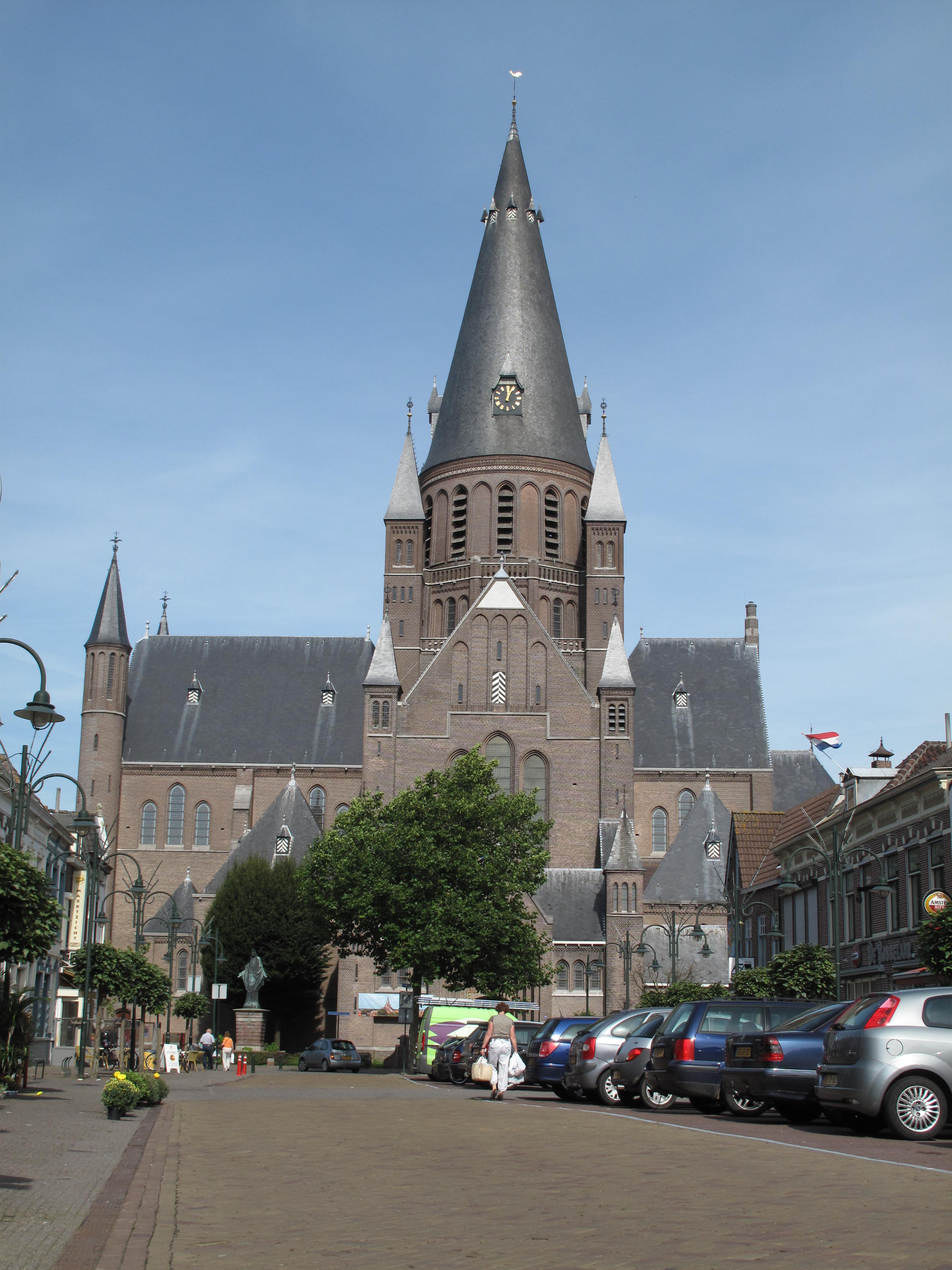
Стенберген, церква св. Гуммаруса
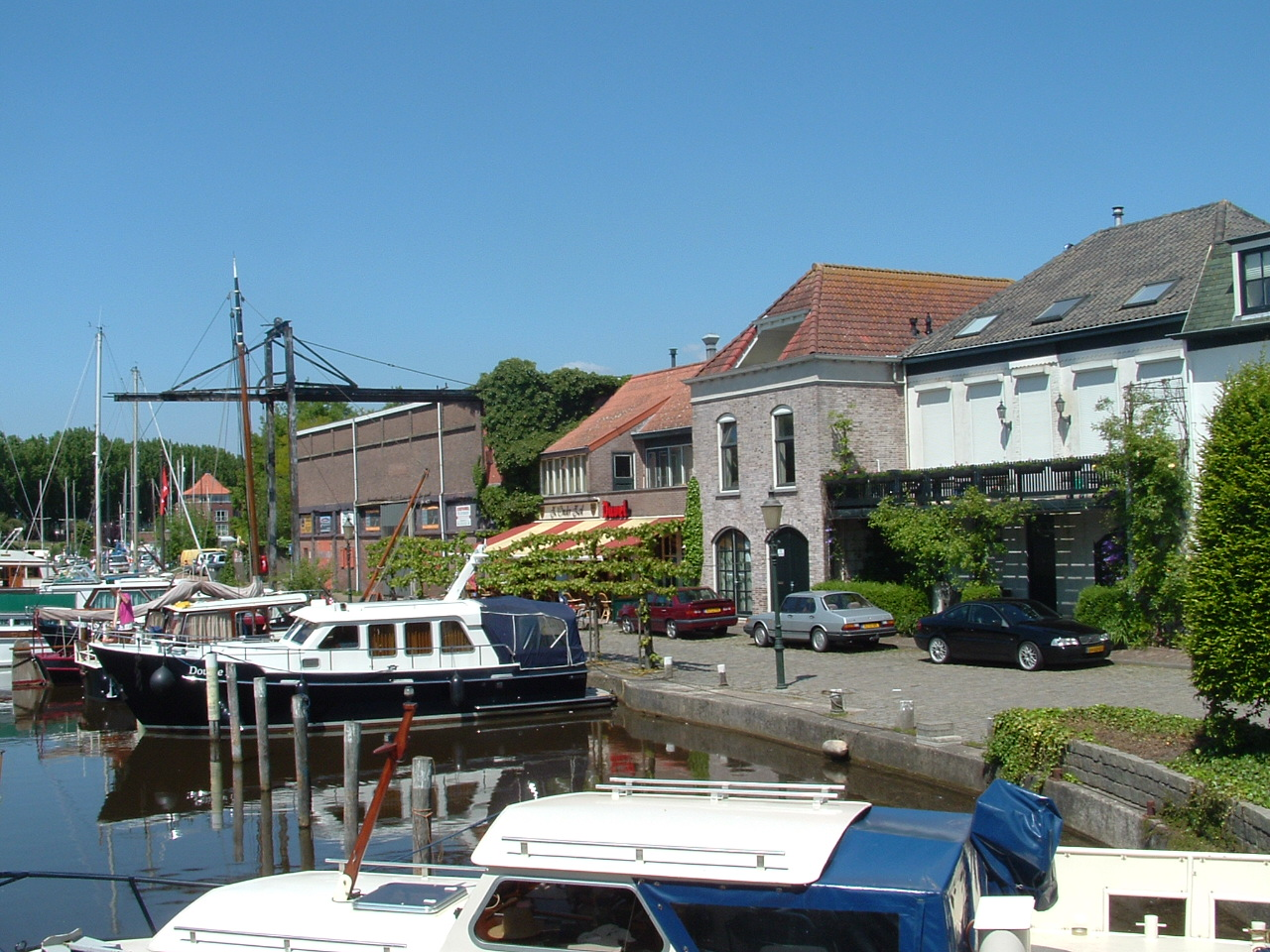
Вид на внутрішню гавань Стенбергена
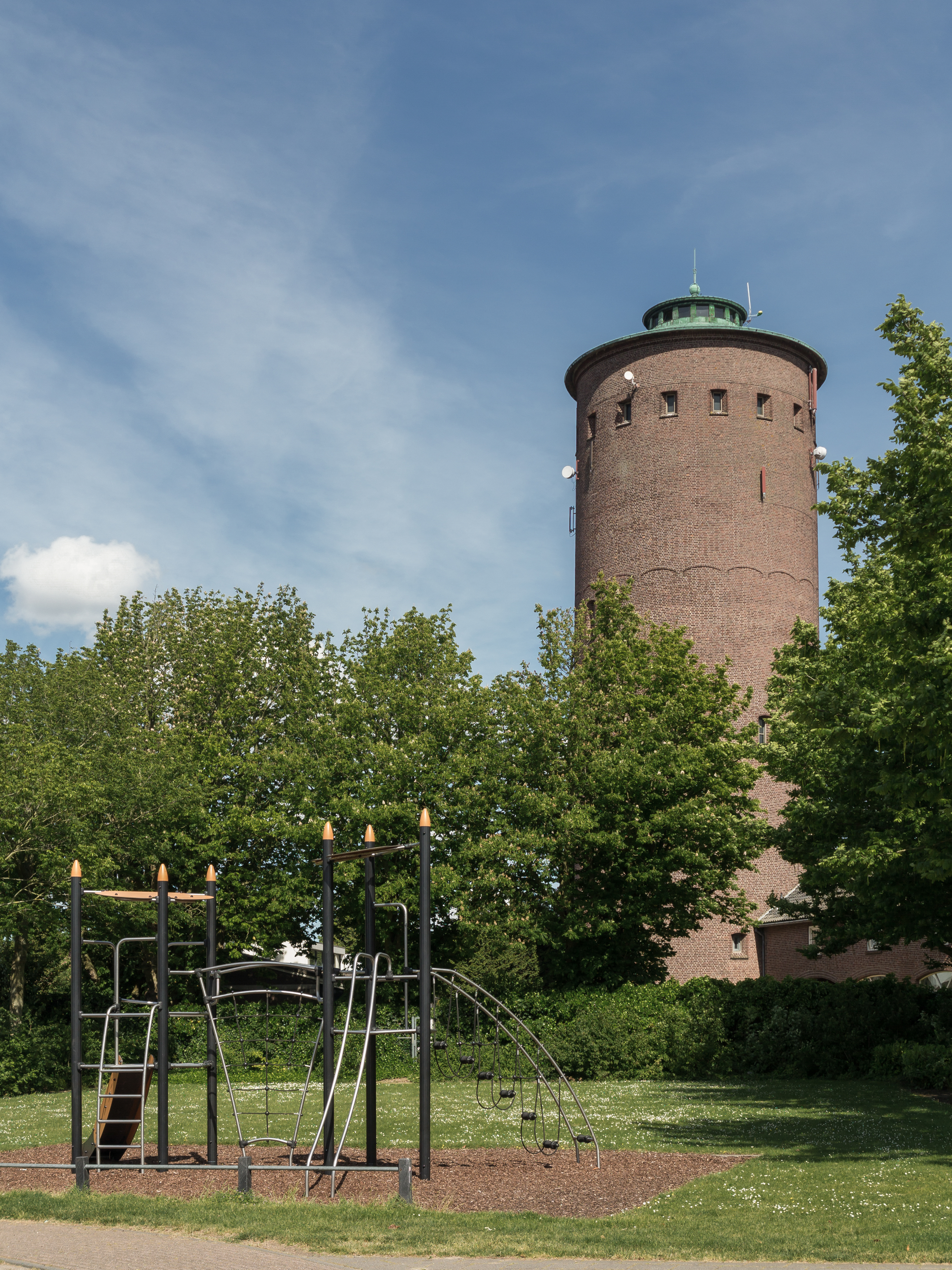
Стенберген, водонапірна башта
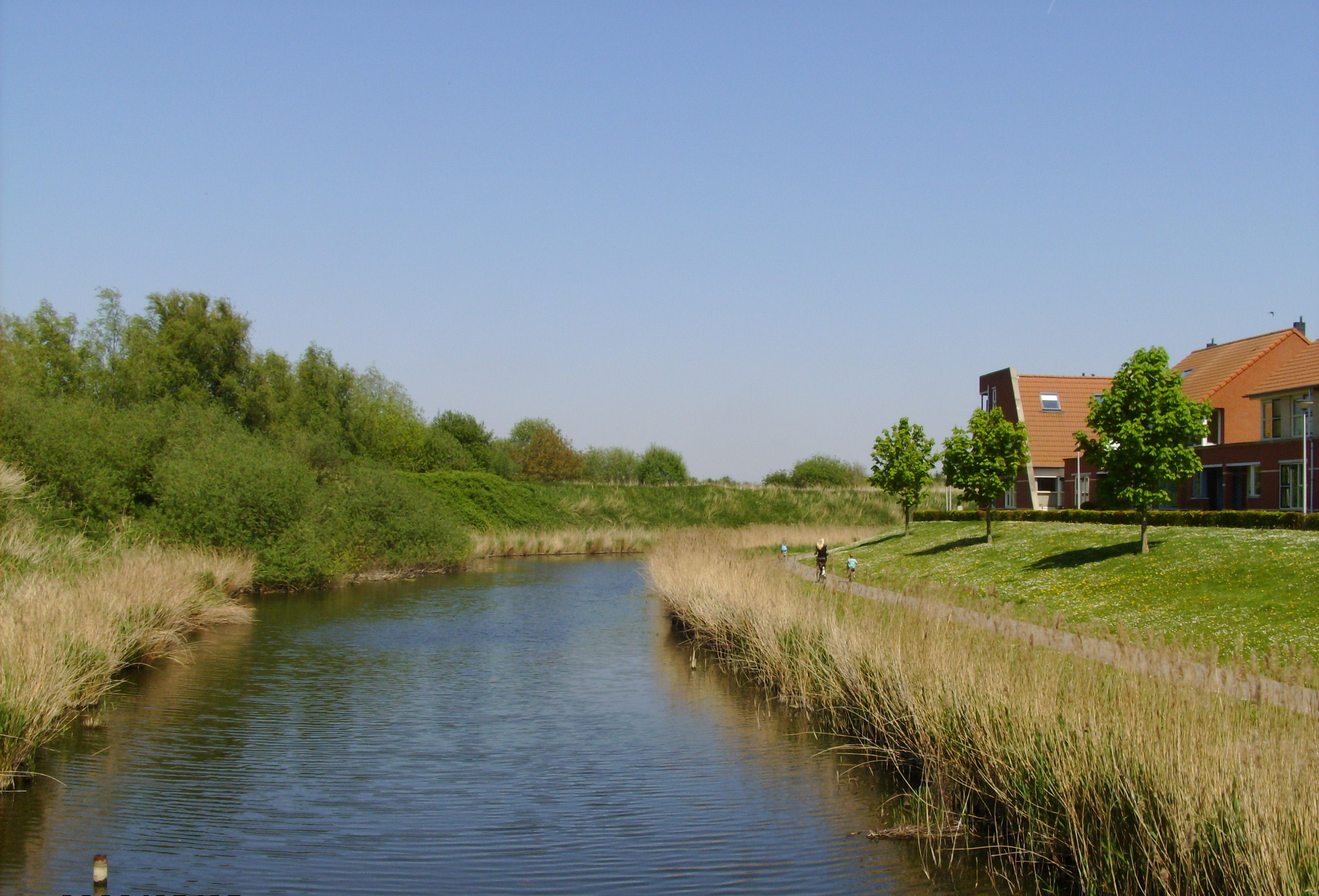
Північна міська дамба, Стенберген